# 勝央ジャンクション
勝央ジャンクション （しょうおうジャンクション）は、岡山県美作市上相（かみや）の中国自動車道と美作岡山道路上にあるジャンクションである。
美作岡山道路の本線料金所である勝央料金所についても本項で記す。
勝央JCT - 勝央IC間は最高速度が30km/hに制限されている。

## 道路
- E2A 中国自動車道
- 美作岡山道路（国道374号自動車専用道路）

## 歴史

### 年表
- 2014年（平成26年）
  - 4月20日、中国自動車道を通行止めにして、跨道橋の撤去工事を実施[2]。
  - 5月20日、中国自動車道を通行止めにして、JCT橋と跨道橋の架橋工事を実施[3]。
- 2016年（平成28年）3月27日 : 美作岡山道路・勝央IC - 勝央JCT間開通に伴い供用開始[4][5]。

## 勝央料金所
岡山県勝田郡勝央町黒土の勝央JCTのランプ合流点（勝央JCTと美作岡山道路 勝央ICとのほぼ中間）に設けられる本線料金所である。美作岡山道路は全線が無料の自動車専用道路となるため、中国自動車道の料金を精算するための施設として西日本高速道路が設置・管理する。

### 中国道方面
- ブース数：2
  - ETC専用：1
  - ETC/一般：1

### 山陽道方面
- ブース数：2
  - ETC専用：1
  - ETC/一般：1

## 隣
E2A 中国自動車道
(12)美作IC - (12-1)勝央JCT - 勝央SA - (13)津山IC
美作岡山道路
勝央JCT - 勝央IC